# Relations entre les Émirats arabes unis et l'Union européenne
Cet article court présente un sujet plus développé dans : Relations entre le Conseil de coopération des États arabes du Golfe et l'Union européenne.
Les relations entre les Émirats arabes unis et l’Union européenne se font principalement dans le cadre du Conseil de coopération des États arabes du Golfe. 

## Sources